# Тау5 Ерідана
Taу5 Ерідана, латинізоване від τ5 Ерідана, — подвійна зоряна система в сузір'ї Ерідан. Його видно неозброєним оком із сукупною видимою візуальною величиною 4,26. Відстань до цієї системи, оцінена за допомогою техніки паралакса, становить приблизно 293 світлових років. 
Taу5 Ерідана — дволінійна спектроскопічна подвійна система. Дві зірки обертаються близько одна одної з періодом 6,2 днів і ексцентриситетом 0,2. У середньому дві зірки розділяють приблизно 0,183 AU. 
Основним компонентом є зірка головної послідовності типу B із зоряною класифікацією B0 V. Це приблизно 157 рік мільйонів років і обертається з прогнозованою швидкістю обертання 55 км/с. Зірка приблизно в 3,3  рази більша за масу Сонця і в 3,2  рази більше радіуса Сонця. Він випромінює в 188  разів більше сонячної світності із зовнішньої атмосфери при ефективній температурі 12 514 К. 
Другорядний компонент має зоряну класифікацію B9 V. Він трохи менший, його орієнтовний розмір дорівнює 2,6 радіусу Сонця. 
Хоча τ5 Ерідана не має яскравих візуальних зірок-компаньйонів, галактика IC 1953 знаходиться на відстані менше 10 футів від неї. Це один із найяскравіших членів нещільної групи галактик, що називається Групою Ерідана, розкиданих навколо компонентів τ Ерідану.